# 北インド

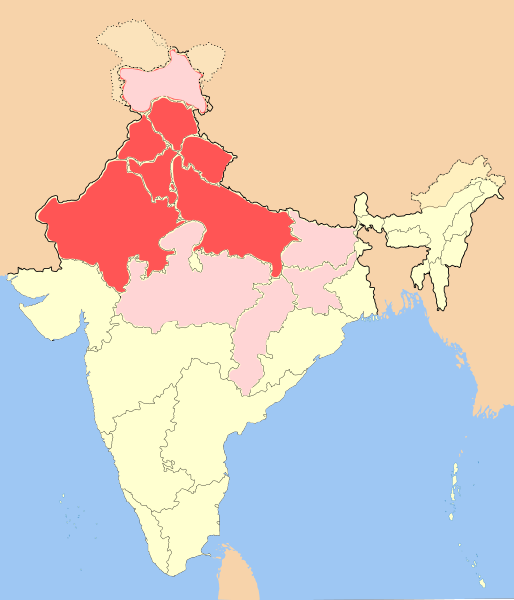
濃赤色の部分は北インドの中心部（狭義の北インド）を、ピンク色の部分は言語的・文化的に北インドの影響が強い地域（広義の北インド）を示す

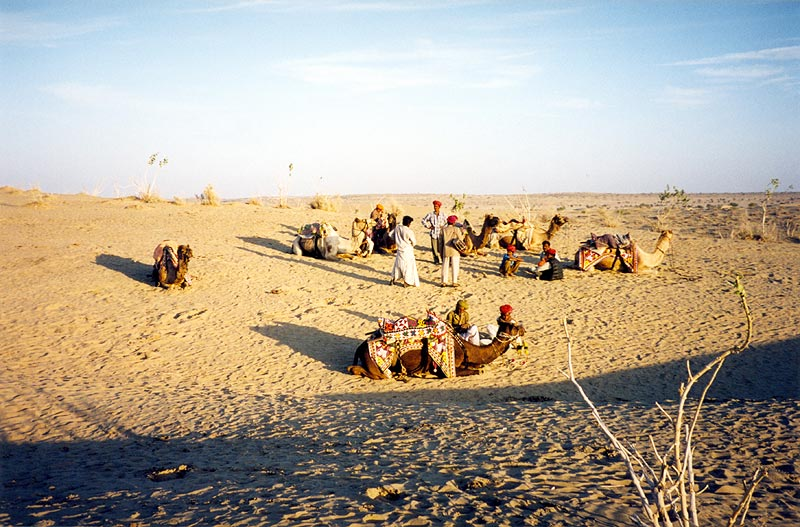
タール砂漠（ラージャスターン州）

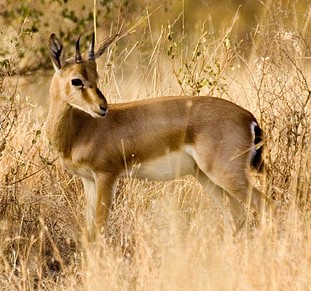
インド・ガゼル（マディヤ・プラデーシュ州）

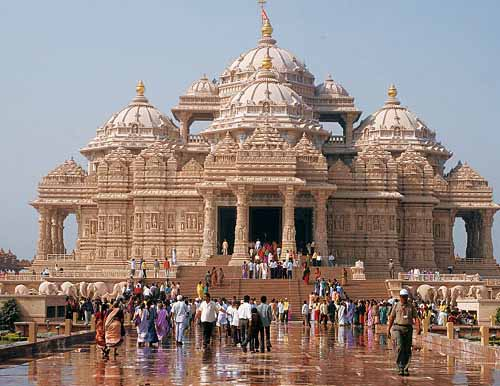
アークシャルダーム寺院（デリー）

北インド（英語：North India または Northern India、ヒンディー語：उत्तर भारत [ラテン文字転写：Uttar Bhārat]、ウルドゥー語: شمالی ھندوستان [ラテン文字転写：Shumālī Hindustān]）は、インドの北半部を大まかに示す地理的概念である。ヒンドゥスターン（Hindustan）とも呼ばれる。文化圏として広く見る場合には現在のインドだけでなく、パキスタンやバングラデシュ、ネパールにもまたがる概念である（地図では黄緑色の部分）。いっぽう同じインド領内でも南インドのほか、北東インドもあまり含まれない。

## 地形と気候
地形的にはヒンドスタン平原が大きな面積を占める。また気候的には温帯夏雨気候（亜熱帯）、熱帯のサバナ気候、乾燥帯のステップ気候などにまたがり、北辺のヒマラヤ山脈などは高山気候にも分類される。

## 民族や言語
民族的には主にインド・アーリア人を祖とする人びとが居住しており、言語的にはインド語派のサンスクリット語を起源とする言葉を大多数の者が日常的に使用しているため、ヒンディー語とウルドゥー語を同一の言語とみた場合のヒンドゥスターニー語が実質的に共通語として機能している（ボリウッド映画で使われる言語がこれである）。
しかし他に同じサンスクリット起源でもベンガル語やパンジャーブ語、マラーティー語などの言語を母語とする者も多いうえ、少数だがサンスクリット起源ではない部族の言語や英語を母語にする者もいる。

## 歴史と宗教

### 古代
古代北インドでは十六大国と呼ばれる国が覇を競い、宗教的にはカースト制度に基づくバラモン教が支配的だった。これへの批判として仏教やジャイナ教が生まれ、十六大国のなかから抜け出したマガダ国のマウリヤ朝なかでもアショーカ王が特に仏教を厚く保護した。しかし王朝が移り変わる中でバラモン教は土着信仰を取り込んでヒンドゥー教となり、グプタ朝やヴァルダナ朝の時代にはヒンドゥー教のほうが仏教よりも優勢となっていた（インドにおける仏教の弾圧、ヒンドゥー教における釈迦も参照）。仏教はタントラ教の影響を受け密教化したものの、むしろヒンドゥー教に吸収される結果となった。吸収を拒む一派はチベットに移り、チベット仏教を作り上げた。

### 中世・近世
その後、中世に侵入したガズナ朝、ゴール朝そしてデリー・スルターン朝、ムガル帝国と続く時代にはイスラーム王朝の力が強く、北インドのイスラーム化が進んでいった。またムガル帝国の時代には、ヒンドゥー・イスラームの双方から影響を受けたシク教が、パンジャーブを拠点に創始された。

### 近世・近代・現代
西欧諸国はすでにポルトガルがゴアなどに主にキリスト教布教・貿易のための拠点を設けたりしていたが、1757年のプラッシーの戦いののちイギリス東インド会社はベンガル地方から直接統治を開始・拡大していった。そして1857年の北インドを中心とするインド大反乱を経て東インド会社は解散され、イギリス領インド帝国となった。皮肉にも、この国は漠然と「インド」と捉えられてきた地域を統一した最初の政体であった。
その後、1885年に結成されたインド国民会議はマハトマ・ガンディーやジャワハルラール・ネルーを得てインド独立の方向に邁進していくことになる。彼らの路線は「非暴力・不服従」だったが、ほかに急進派・武闘派だったスバス・チャンドラ・ボース、いまだ残るカースト制度を告発し旧不可触民の解放に尽くしたビームラーオ・アンベードカルの存在も忘れてはならないだろう。だが結局ヒンドゥー教徒とイスラム教徒の対立は解消されず、第二次世界大戦後の1947年にイギリスから独立した際にはインド・パキスタン分離という結果となり、ガーンディーの理想・主張は実現せず北インドは政治的に分割されることとなった。
なお現在も少数派宗教としてシク教・キリスト教のほか、古代インド発祥の仏教・ジャイナ教などの信者も残っている。

## 南北インドの著しい差異
日本や欧米をはじめ、海外の諸国ではインドというと、まず先に連想されるのは北インドの事物であることが多い（例えばタージ・マハルは北インドのアーグラーにある）。従って、わざわざ「北インド」と限定していう場合は、現代でもドラヴィダ人・ドラヴィダ語族が大多数を占め言語的・文化的に大きく違う「南インド」への対義語という面を強調するニュアンスもある（例えば現在、ウィキペディアでは「南インド」は35言語版が存在するのに対して「北インド」は21言語版しかなく、非対称である）。料理や食文化も北インドと南インドではかなり異なる。

## 現在のインド政府が定める北インド

インド政府内務省が定める六地域の内の北インド（最上部の褐色の地域）。

インド政府内務省が域内の相互発展、融和、協力のために定めている北・南・東・中央・西・北東インド、六地域の一つの「北インド」は、その中央地域会議（Northernl Zonal Council）が管轄していて、インドの地方行政区画のうちジャンムー・カシミール州、ヒマーチャル・プラデーシュ州、ウッタラーカンド州、ハリヤーナー州、パンジャーブ州、ラージャスターン州、ウッタル・プラデーシュ州、ビハール州、ジャールカンド州、チャッティースガル州、マディヤ・プラデーシュ州、チャンディーガル、デリー首都圏が含まれる（右の地図で褐色の部分）。

## 写真集

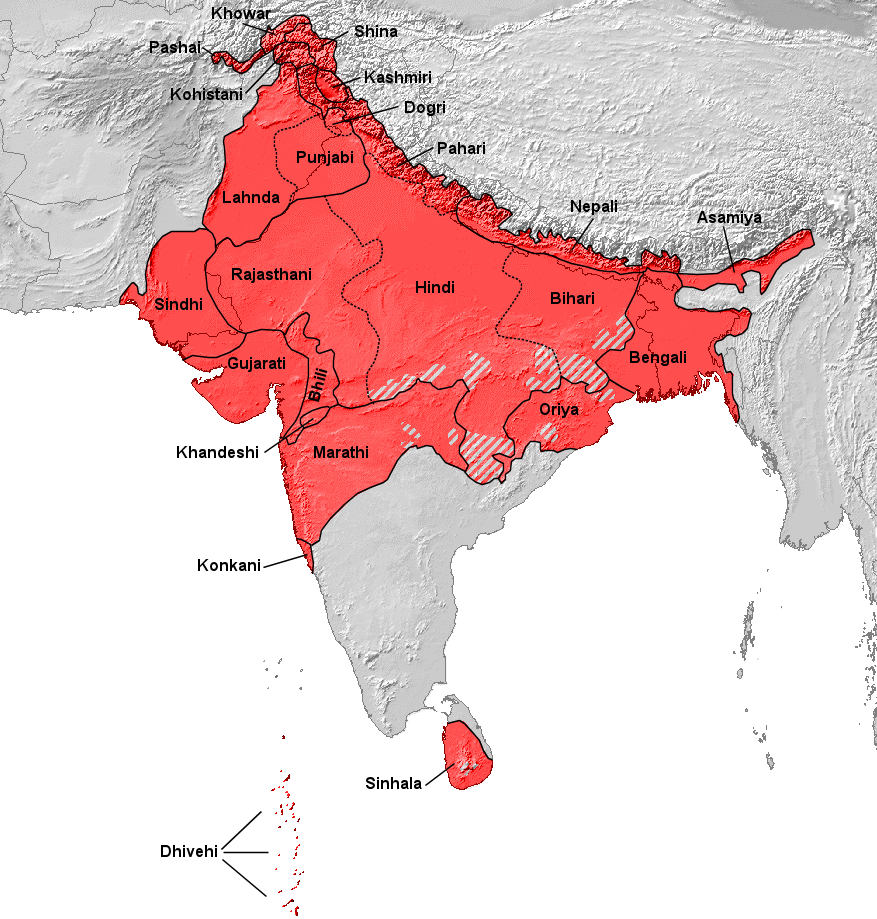
インド・アーリア語派の分布図
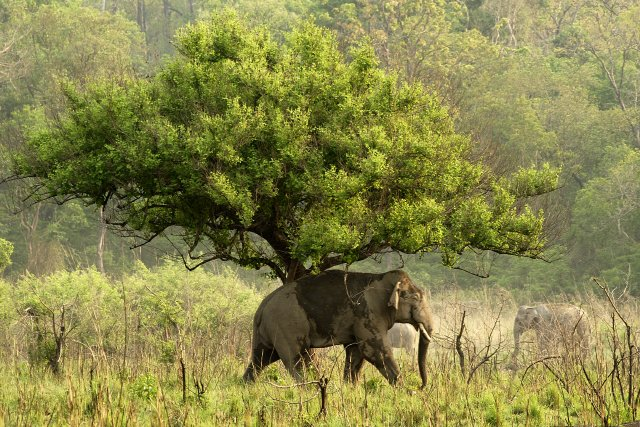
コルベット・ナショナル・パーク
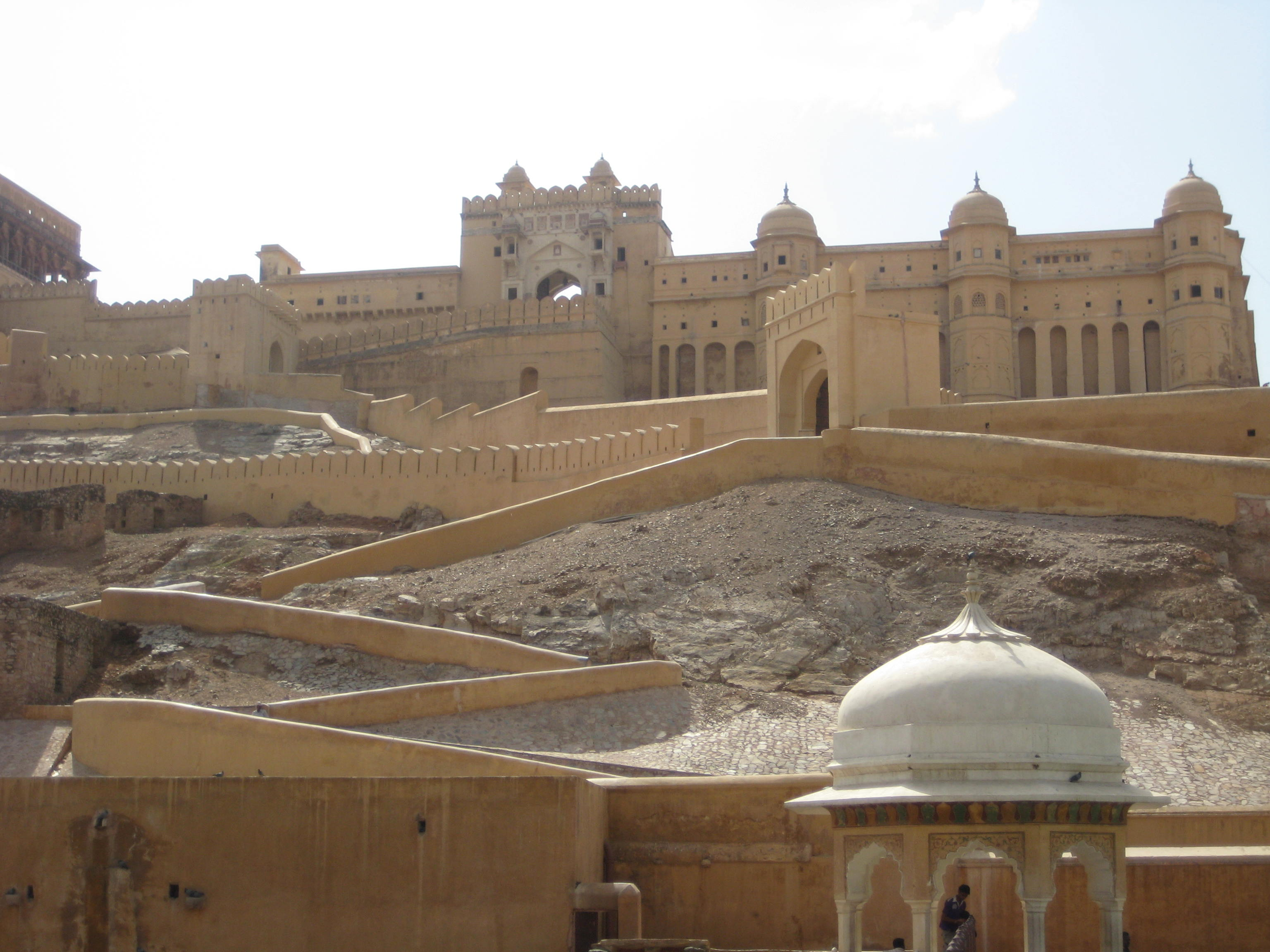
アンベール城